# Ron Klink
Ronald Klink, detto Ron (Canton, 23 settembre 1951), è un politico statunitense, membro della Camera dei Rappresentanti per lo stato della Pennsylvania dal 1993 al 2001.

## Biografia
Nato nell'Ohio, dopo il liceo Klink trovò lavoro come giornalista per alcune reti televisive locali della Pennsylvania.
Entrato in politica con il Partito Democratico, nel 1992 si candidò alla Camera dei Rappresentanti e nelle primarie sconfisse il collega in carica da dieci anni Joe Kolter, per poi vincere anche le elezioni generali divenendo deputato. Fu riconfermato dagli elettori per altri tre mandati.
Nel 2000 non richiese un ulteriore mandato alla Camera, candidandosi invece al Senato contro il repubblicano in carica Rick Santorum. Klink si aggiudicò le primarie democratiche, ma perse le elezioni generali contro Santorum e abbandonò così il Congresso dopo otto anni.